# بيتار ستامبوليتش
بيتار ستامبوليتش (بالصربية: Петар Стамболић)‏ (و. 1912 – 2007 م) هو سياسي من يوغوسلافيا .

## روابط خارجية
- بيتار ستامبوليتش على موقع مونزينجر (الألمانية)